# 1637 Swings
Az 1637 Swings (ideiglenes jelöléssel 1936 QO) a Naprendszer kisbolygóövében található aszteroida. Joseph Hunaerts fedezte fel 1936. augusztus 28-án.